# Związek gmin Jägerswald
Związek gmin Jägerswald (niem. Verwaltungsverband Jägerswald) – związek gmin w Niemczech, w kraju związkowym Saksonia, w okręgu administracyjnym Chemnitz, w powiecie Vogtland. Siedziba związku znajduje się w miejscowości Tirpersdorf.
Związek gmin zrzesza cztery gminy: 
- Bergen
- Theuma
- Tirpersdorf
- Werda